# 윤승범
윤승범(尹升凡, 1975년 9월 1일~)은 대한민국의  교수, 작가이다.
성결대학교에서 철학 박사(Ph.D.) 학위를 받았으며, 현재 성결대학교와 여러 대학에서 겸임교수 및 외래교수로 활동하며 후학을 양성하고 있다. 철학과 신학을 중심으로 사회복지학, 심리학, 청소년학 등 다학제적 연구를 수행하고 있다. 다수의 저서를 출간한 작가이기도 하다.

## 학력
- 남서울대학교 일반대학원 물리치료학 박사 (Ph.D.cand.)[8]
- 성결대학교 일반대학원 철학 박사 (Ph.D.)[9]
- 성결대학교 신학전문대학원 신학 석사 (Th.M.)[10]
- 성결대학교 신학대학원 목회학 석사 (M.Div.)
- 서울사회복지대학원대학교 사회복지학 석사 (M.S.W.)[11]
- 교육부 국가평생교육진흥원 사회복지학 학사 (행정학사)
- 교육부 국가평생교육진흥원 심리학 학사 (문학사)
- 교육부 국가평생교육진흥원 청소년학 학사 (문학사)
- 교육부 국가평생교육진흥원 한국어학 학사 (문학사)
- 성결대학교 졸업

## 경력
- 성결대학교 겸임교수 및 객원교수[12]
- 경민대학교 외래교수[13]
- (주)디퍼런스연구소 교수
- 미국 CDU(California Difference University) 교수[14]
- 한국복음주의선교신학회 부회장[15]
- 평택직업전문학교 교사
- 서울특별시 서부여성발전센터 강사
- 수원시 청소년지도위원[16][17]
- 에덴재가노인복지센터 시설장

## 수상
- 경기도의회 의장 표창 (2022)[18]

## 주요 저서
- 《변화하는 선교전략》 (CLC, 2015) ISBN 9788934114840[19][20]
- 《다문화 선교》 (CLC, 2015) ISBN 9788934114901
- 《알기쉬운 논문작성법》 (BOOKK, 2015) ISBN 9791158115005
- 《선교훈련 이론과 실제》 (BOOKK, 2018) ISBN 9791127233013
- 《전문인선교학개론》 (BOOKK, 2018) ISBN 9791127245078
- 《선교신학의 이론과 실제》 (BOOKK, 2020) ISBN 9791137200098
- 《레포츠선교신학》 (BOOKK, 2020) ISBN 9791137226074[21]
- 《비즈니스 선교》 (BOOKK, 2022) ISBN 9791137288034
- 《인생을 바꾸는 진로 코칭》 (BOOKK, 2022) ISBN 9791137291270
- 《사회복지상담》 (BOOKK, 2023) ISBN 9791141024642
- 《성결 2024.Winter-온전한 삶을 위한》 (JKSC, 2024) ISBN 9788994625973[22]